# Vregille
Vregille település Franciaországban, Haute-Saône megyében. Lakosainak száma 178 fő (2022. január 1.). Vregille Gézier-et-Fontenelay, Moncley, Sauvagney, Chambornay-lès-Pin és Pin községekkel határos.

## Népesség
A település népessége az elmúlt években az alábbi módon változott:
| Lakosok száma | 171  | 171  | 175  | 174  | 175  | 174  | 177  | 177  | 178  |
|               | 2013 | 2015 | 2016 | 2017 | 2018 | 2019 | 2020 | 2021 | 2022 |